# Sabri Lamouchi
Sabri Lamouchi (* 9. November 1971 in Lyon) ist ehemaliger Fußballspieler und heutiger -trainer. Der ehemalige französische Fußballer spielte im defensiven Mittelfeld.
Seine Eltern zogen 1969 von Tunesien nach Frankreich.

## Erfolge
- Französischer Meister 1996 (AJ Auxerre) und 2000 (AS Monaco)
- Französischer Pokalsieger 1996 (AJ Auxerre)
- Italienischer Pokalsieger 2002 (AC Parma)

## Nationalmannschaft
Lamouchi brachte es auf 12 Einsätze und ein Tor für die französische Nationalmannschaft; sein erstes Spiel in der A-Elf bestritt er am 24. Januar 1996 beim 3:2-Sieg gegen Portugal. Für die WM 1998 wurde von Aimé Jacquet er in das vorläufige Aufgebot aufgenommen. Er gehört aber nicht zum endgültigen Kader für das Turnier.

## Trainerkarriere
Am 28. Mai 2012 wurde Lamouchi Nachfolger von François Zahoui als Nationaltrainer der Elfenbeinküste. Lamouchi, dessen Vertrag bis zur WM 2014 lief, verlängerte nicht und verließ den Verband zum 30. Juni 2014.
Zur Saison 2017/18 übernahm er das Ligue-1-Team von Stade Rennes von Christian Gourcuff. Mit Rennes schafft er den ersten Einzug in einen europäischen Wettbewerb seit 2011. Auf Platz 14 liegend wurde er am 3. Dezember 2018 von seinen Aufgaben entbunden.
Am 28. Juni 2019 wurde er als neuer Trainer des englischen Zweitligisten Nottingham Forest vorgestellt. Mit seiner Mannschaft absolvierte er eine erfolgreiche Hinrunde und einen guten Start in die Rückrunde, ehe die EFL Championship 2019/20 aufgrund der COVID-19-Pandemie unterbrochen werden musste. Zu diesem Zeitpunkt belegte Forest den fünften Tabellenplatz und lag damit auf einem Play-off-Platz. Nach einer über dreimonatigen Unterbrechung führte Lamouchi Forest zu einem Unentschieden und zwei Siegen und rangierte damit sechs Spieltage vor Saisonende auf dem vierten Tabellenrang mit sieben Punkten Vorsprung auf den siebenten Tabellenplatz. Aufgrund eines Leistungseinbruchs mit drei Unentschieden und drei Niederlagen aus den letzten sechs Ligaspielen verspielte Forest den bereits sicher geglaubten Einzug in die Play-offs am letzten Spieltag mit einer 1:4-Heimniederlage gegen Stoke City.
Nachdem die Reds in die EFL Championship 2020/21 mit vier Niederlagen in den ersten vier Spielen gestartet waren und zudem zuvor das Auftaktspiel im EFL Cup 2020/21 verloren hatten, gab der Zweitligist am 6. Oktober 2020 die sofortige Entlassung von Sabri Lamouchi bekannt.
Am 19. Oktober 2020 wurde er als neuer Cheftrainer beim katarischen Erstligisten al-Duhail SC vorgestellt. Er schloss die Saison 2020/21 mit dem Team als Vizemeister ab, bei der FIFA-Klub-Weltmeisterschaft 2020 belegte er mit dem Team nach einer Niederlage gegen den ägyptischen Vertreter al Ahly SC und einem Sieg über die koreanische Mannschaft Ulsan Hyundai den fünften Platz. In der Saisonpause 2021 einigte er sich mit al-Duhail „in gegenseitigem Einvernehmen“ auf die Auflösung seines Vertrags.
Ende Januar 2023 wurde er beim abstiegsgefährdeten Championship-Klub Cardiff City als neuer Cheftrainer vorgestellt, als Assistent wurde zudem Sol Bamba verpflichtet. Lamouchi führte den Klub mit 6 Siegen aus 18 Spielen zum Klassenerhalt, am Saisonende sah der Klub aber von einer Verlängerung des Vertrags ab.
Seit Sommer 2024 trainiert er Al-Riyadh SC aus der saudi-arabischen Saudi Professional League.